# Muniz M-7
Muniz M-7 là loại máy bay huấn luyện hai tầng cánh của Brazil, trang bị 1 động cơ 130 hp (197 kW) de Havilland Gipsy Major.

## Quốc gia sử dụng
Brasil
- Không quân Brazil

## Tính năng kỹ chiến thuật (M-7)
Đặc điểm tổng quát
- Kíp lái: 2
- Chiều dài: 7.24 m (23 ft 9 in)
- Sải cánh: 9.00 m (29 ft 6 in)
- Chiều cao: 2.85 m (9 ft 4 in)
- Diện tích cánh: 20.10 m2 (216 ft2)
- Trọng lượng rỗng: 560 kg (1235 lb)
- Trọng lượng có tải: 860 kg (1896 lb)
- Powerplant: 1 × de Havilland Gipsy Major, 97 kW (130 hp)

Hiệu suất bay
- Vận tốc cực đại: 190 km/h (118 mph)
- Tầm bay: 450 km (281 dặm)
- Trần bay: 5200 m (17060 ft)